# Santa Rosa de Tastil

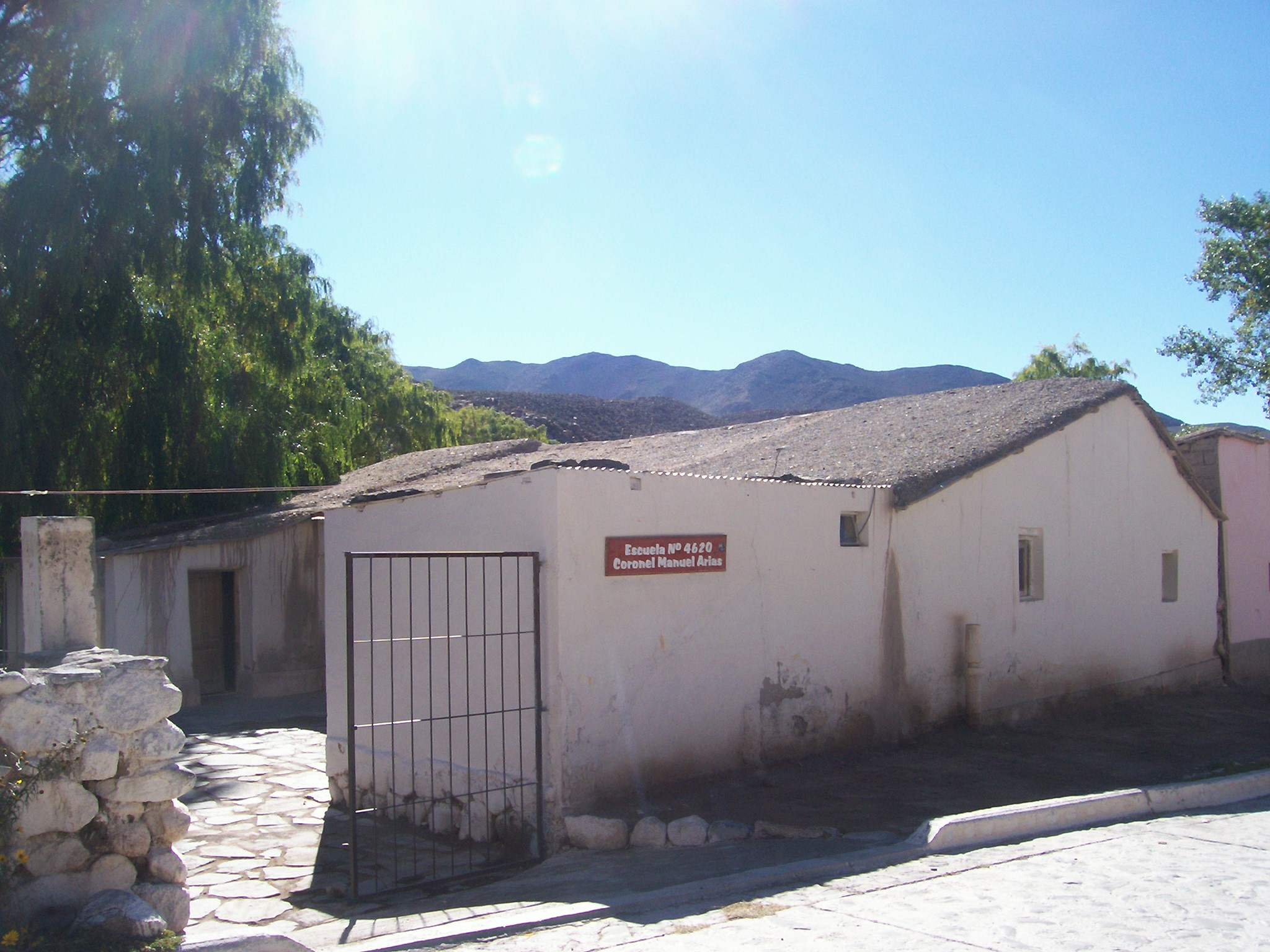
Escuela N° 4620 "Coronel Manuel Arias".

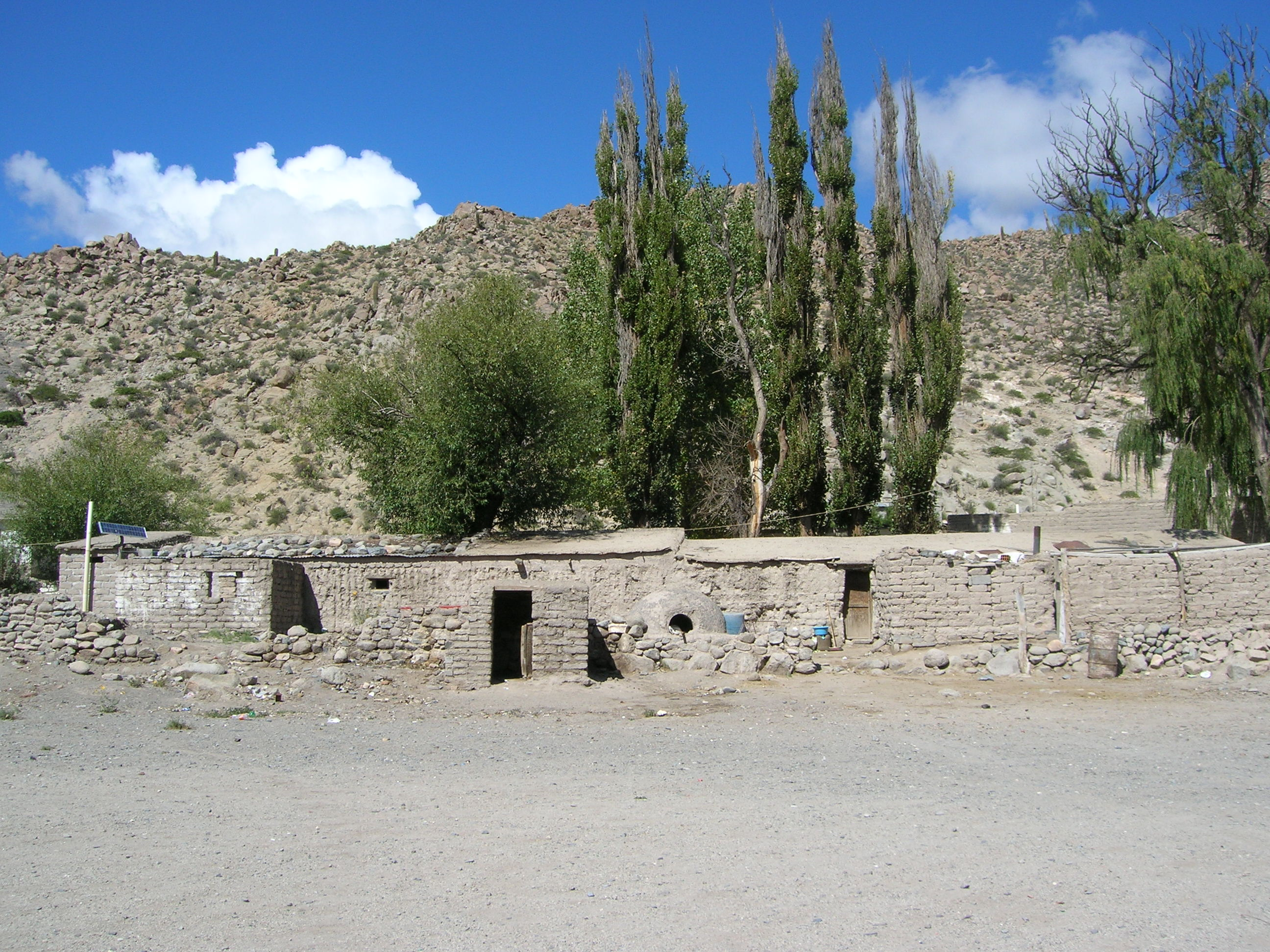
Edificación en Santa Rosa de Tastil.

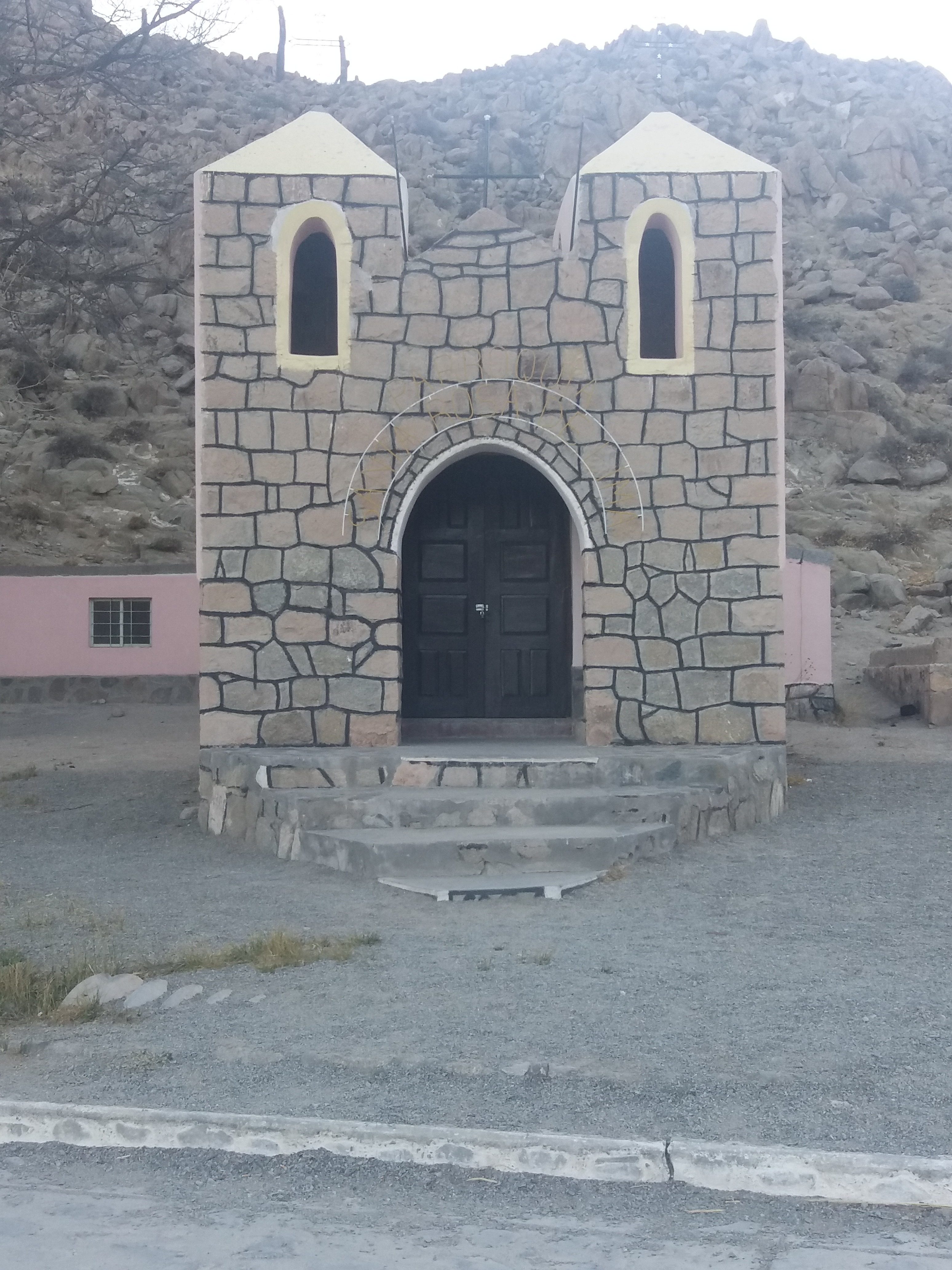
Capilla que lleva como nombre Santa Rosa de Lima, ubicada en la localidad de Santa Rosa de Tastil. Su fiesta patronal se realiza el 30 de agosto de cada año. La virgen se encuentra en la capilla hace más de 100 años. La capilla fue construida con adobe en sus paredes, en la fachada y base de piedra granito y su techo remodelado hace poco tiempo con chapas y machimbre de madera de cardón.

Santa Rosa de Tastil es un pequeño poblado de la provincia de Salta, Argentina. Se encuentra en la Quebrada del toro, sobre la RN 51, a 75 km de Campo Quijano y a 106 km de la capital provincial.
El lugar cuenta con una escuela, un puesto sanitario, correo, un puesto policial y una iglesia. No cuenta con servicios de electricidad, a excepción de algunas familias que poseen equipos de energía solar. No hay servicios de venta de combustible, ni señal de telefonía celular, ni servicios bancarios.
Las comunidades y familias de esta región se encuentran organizadas bajo el Consejo Zonal del Pueblo Tastil de la Quebrada del Toro.

## Toponimia
"Tastil" significa piedra sonora, de ahí el origen del nombre del poblado.

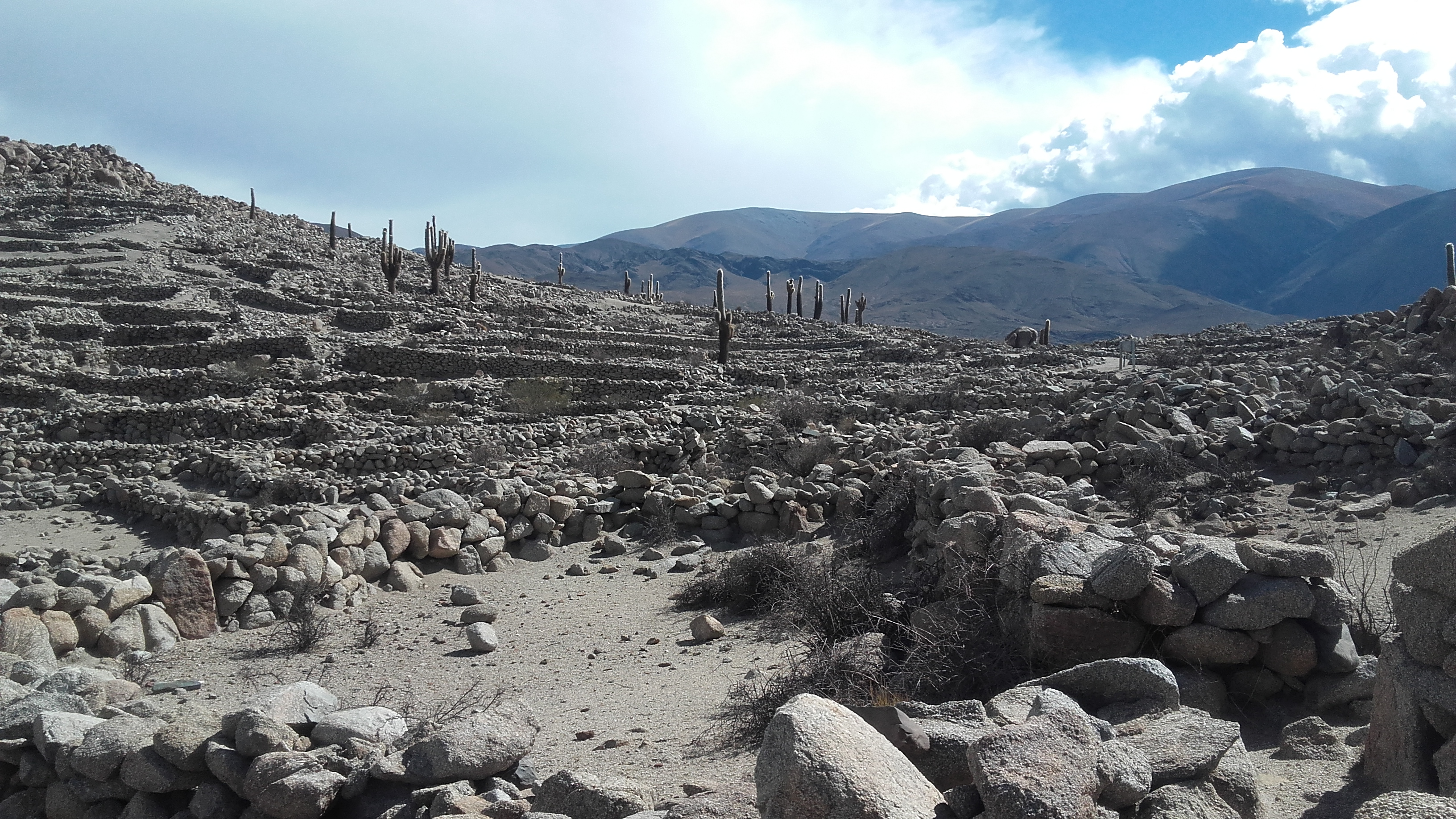
Los núcleos habitacionales estaban construidos con piedra y sin argamasa. contaban con plaza central, enterratorios y calles.

## Historia
El origen de la comunidad actual data de la década de 1860. En 1906, llegó al pueblo la Santa Rosa de Lima y desde ese entonces se modificó el nombre a Santa Rosa de Tastil.

## Población
En el pueblo propiamente dicho viven apenas 25 personas de las cuales 3 trabajan en el museo. Cuando se suman los lugareños de los alrededores, llegan a ser 150.

## Santa Patrona
La patrona de la comunidad es Santa Rosa de Lima que festeja su día cada 30 de agosto. Esta festividad congrega gran cantidad de personas.

## Ruinas de Tastil

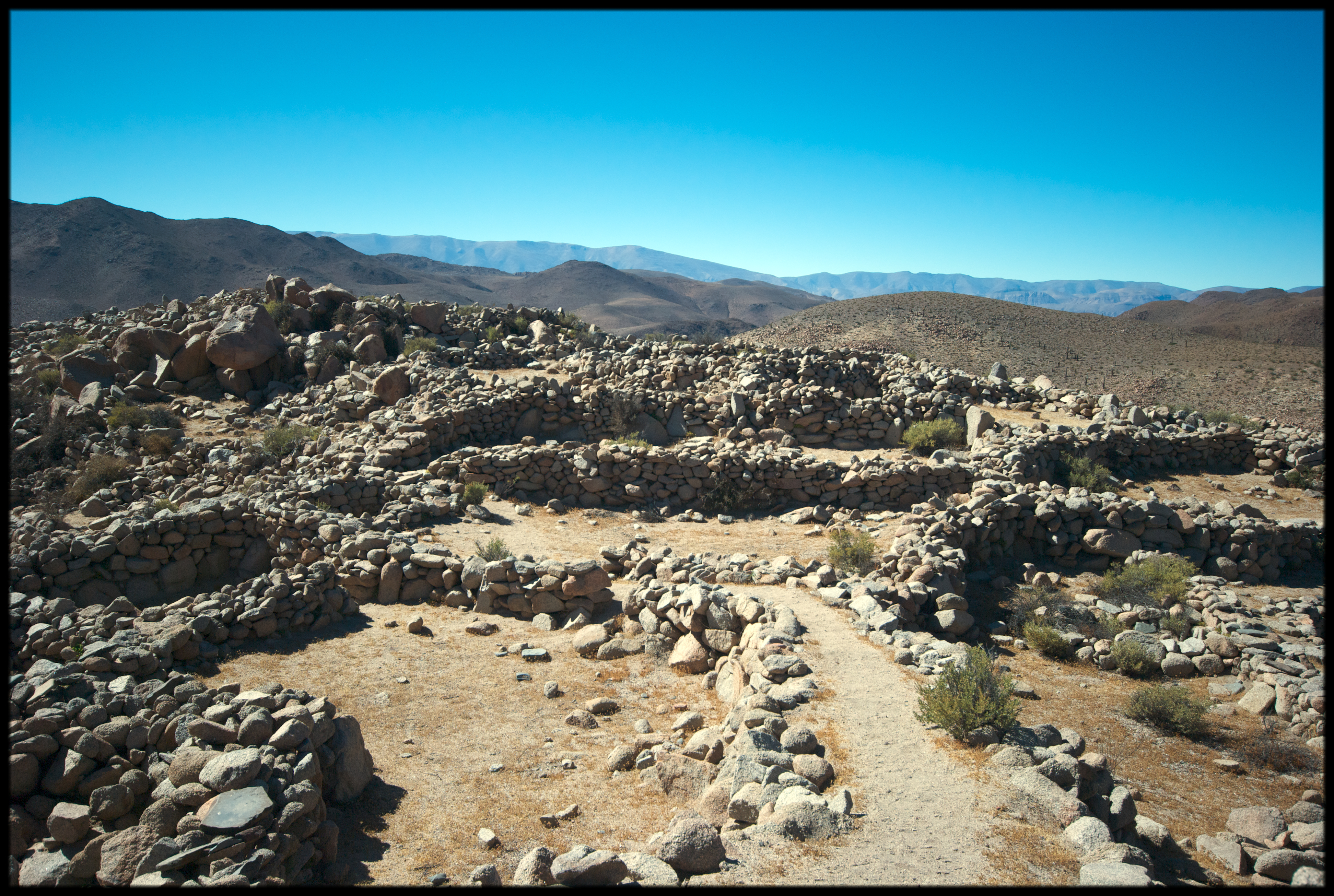
Ruinas de Tastil.

A 2.500 m de la pequeña población se encuentran las ruinas de lo que fuera la comunidad de Tastil, una ciudad pre-incaica que existió entre los siglos XIV y XV. Este poblado se piensa que desapareció porque agotaron sus recursos naturales, y otra teoría es que el Imperio Inca cuando avanzó hacia el sur dominó a esa población y la redistribuyó para construir el Capak Ñam, o sea el Camino del Inca. Está ubicado en un predio de 12 ha y cuenta con 1.160 recintos de piedra, calzadas sobreelevadas, plazas y arquitectura funeraria. En algunas de sus calles todavía yacen las piedras sonoras a las cuales se las puede hacer tañir aún hoy en día. Se presume que en su momento de prosperidad, a fines del siglo XV, la población de Tastil superaba los 2.000 habitantes. Es importante nombrar al cerro cercano que contiene miles de bloques de piedras con grabados, que reflejan la vida diaria y otros con figuras geométricas. Uno de los petroglifos icónicos hallado allí es la Bailarina de Tastil, expuesto en el Museo de Antropología de Salta.
En diciembre de 1997 este poblado fue declarado Monumento Histórico Nacional por el Decreto 114/97.

## Museo Regional de Tastil
Fundado en 1997, funciona en una edificación de más de dos siglos de antigüedad que originariamente era una posta de caballos.
En él se exhiben tejidos, cerámicas, máscaras y demás aspectos de la cultura Tastil. Puede apreciarse también una momia de 700 años de antigüedad.

## Sismicidad
La sismicidad del área de Salta es frecuente y de intensidad baja, y un silencio sísmico de terremotos medios a graves cada 40 años